# Musikåret 1925

## Händelser
- 14 januari – Evert Taube gifter sig med Astri Bergman[1].
- 27 januari – Sveriges Kyrkosångsförbund bildas.[2]
- 18 februari – Villa-Lobos Chôro nr 2 uruppförs av Spartaco Rossi (flöjt) och Antenor Driussi (klarinett).
- 25 februari – Skivbolaget Columbia presenterar sina första kommersiellt utgivna upptagningar med elektrisk inspelningsteknik. Artist är sångaren och pianisten Art Gillham.
- 17 september – Villa-Lobos Chôro nr 7 uruppförs i Rio de Janeiro.
- 11 december – Carl Nielsens sjätte symfoni (Sinfonia semplice) uruppförs i Köpenhamn under ledning av tonsättaren.

### Okänt datum
- Skivmärkjet HMV lanseras i Sverige.[3]

## Födda
- 11 februari – Leif ”Smoke Rings” Anderson, svensk radioman och känd för radioprogrammet Smoke Rings som spelade mycket jazz.
- 26 mars – Pierre Boulez, fransk kompositör och dirigent.
- 30 mars – Ivo Malec, kroatisk-fransk tonsättare och dirigent.
- 26 april – Jørgen Ingmann, dansk musiker (gitarr).
- 30 april – Johnny Horton, amerikansk countrysångare.
- 28 maj – Dietrich Fischer-Dieskau, tysk operasångare.
- 30 juni – Hagge Geigert, svensk artist, skribent och teaterdirektör.
- 6 juli – Bill Haley, amerikansk rock-and-roll-musiker.
- 11 juli – Nicolai Gedda, svensk opera- och romanssångare.
- 29 juli – Mikis Theodorakis, grekisk kompositör & politiker.
- 15 augusti – Oscar Peterson, kanadensisk jazzpianist.
- 2 september – Gunnar "Siljabloo" Nilson, svensk jazzklarinettist.
- 6 september – Jimmy Reed, amerikansk musiker.
- 13 september – Mel Tormé, amerikansk jazzsångare, kompositör och sångförfattare.
- 16 september
  - Charlie Byrd, amerikansk jazzgitarrist och kompositör.
  - B.B. King, amerikansk bluesartist.
- 24 oktober – Luciano Berio, italiensk tonsättare.
- 29 oktober – Zoot Sims, amerikansk jazzmusiker, tenorsax.
- 4 november – Kjerstin Dellert, svensk operasångare (sopran).

## Avlidna
- 2 februari – Emmy Köhler, 66, svensk tonsättare, författare och lärare.
- 1 juli – Erik Satie, 59, fransk kompositör.
- 26 juli – Hélène Tham, 81, svensk tonsättare och pianolärare.
- 29 december – Hilda Sundhammar, 71, svensk tonsättare.

## Årets singlar och hitlåtar
Vänligen sortera soloartister på efternamn, musikgrupper på förstabokstaven (utan engelskans "The" och "A")
- Ben Bernie and His Orchestra – Sweet Georgia Brown

## Årets sångböcker och psalmböcker
- Evert Taube – Bröllopsballader och rosenrim[4]

### Fotnoter
1. ↑  Hundra år i Sverige, Hans Dahlberg, Albert Bonniers Förlag, 1999
2. ↑  ”Om Sveriges kyrkosångsförbund”. Sveriges kyrkosångsförbund. Arkiverad från originalet den 3 januari 2017. https://web.archive.org/web/20170103004241/http://www.sjungikyrkan.nu/vad-ar-vi/om-sveriges-kyrkosangsforbund/. Läst 2 januari 2017.
3. ↑  ”78:or & film”. Arkiverad från originalet den 22 mars 2019. https://web.archive.org/web/20190322125250/http://musiknostalgi.atspace.cc/hmv.htm. Läst 3 juni 2011.
4. ↑  ”Evert Taubes visböcker med innehåll”. http://www.abc.se/~m8169/taube/taubevis.html. Läst 23 mars 2011.